# Bolitoglossa subpalmata
Espèce
Synonymes
- Spelerpes subpalmatus Boulenger, 1896

Statut de conservation UICN

 EN B1ab(v) : En danger
Bolitoglossa subpalmata est une espèce d'urodèles de la famille des Plethodontidae.

## Répartition
Cette espèce est endémique du centre et du Nord du Costa Rica. Elle se rencontre entre 1 245 et 2 900 m d'altitude dans la cordillère de Tilarán, dans la cordillère Centrale et dans la cordillère de Guanacaste.

## Publication originale
- Boulenger, 1896 : Descriptions of new batrachians collected by Mr. C. G. Underwood in Costa Rica. Annals and Magazine of Natural History, sér. 6, vol. 18, p. 340-342 (texte intégral).